# فريتز دور ستيل
فريتز دور ستيل (بالإنجليزية: Frederic Dorr Steele)‏ هو رسام توضيحي أمريكي، ولد في 1873، وتوفي في 1944.